# لاگونا سکا (تگزاس)
لاگونا سکا (به انگلیسی: Laguna Seca) یک منطقهٔ مسکونی در ایالات متحده آمریکا است که در شهرستان ایدالگو، تگزاس واقع شده‌است. لاگونا سکا ۵٫۸ کیلومتر مربع مساحت و ۲۶۶ نفر جمعیت دارد و ۳۲ متر بالاتر از سطح دریا واقع شده‌است.